# Гутурама білогуза
Гутура́ма білогуза (Euphonia minuta) — вид горобцеподібних птахів родини в'юркових (Fringillidae). Мешкає в Мексиці, Центральній і Південній Америці.

## Опис
Довжина птаха становить 9-9,5 см, вага 7,9-11,5 г. Виду притаманний статевий диморфізм. У самців голова, спина, крила і хвіст синювато-чорні, груди, живіт і боки жовті. Центральна частина живота і гузка білі, на лобі трикутної форми жовта пляма. У самиць верхня частина тіла переважно оливково-зелена, махові і стернові пера чорнуваті. Горло і центральна частина живота сірі, обличчя, груди і живіт тьмяно-жовті. Очі темно-карі, дзьоб і лапи чорнуваті.

## Підвиди
Виділяють два підвиди:
- E. m. humilis (Cabanis, 1861) — від південно-східної Мексики (Чіапас) до західного Еквадору;
- E. m. minuta Cabanis, 1849 — від Колумбії до північної Болівії та до Гвіани і Бразильської Амазонії.

## Поширення і екологія
Білогузі гутурами мешкають в Мексиці, Гватемалі, Белізі, Гондурасі, Нікарагуа, Коста-Риці, Панамі, Колумбії, Еквадорі, Перу, Болівії, Бразилії, Венесуелі, Гаяні, Суринамі і Французькій Гвіані. Вони живуть у вологих рівнинних тропічних лісах, на узліссях і в чагарникових заростях. Зустрічаються поодинці, парами або невеликими сімейними зграйками, переважно на висоті до 500 м над рівнем моря. Живляться переважно ягодами омели, а також іншими ягодами і плодами, доповнюють свій раціон дрібними комахами та іншими безхребетними. 
Сезон розмноження триває з лютого по липень. Гніздо кулеподібне, будується самицею і самцем. Воно складається з зовнішньої частини, сплетеної з гілочок і рослинних волокон і внутрішної, встеленої мохом, пухом або іншим м'яким матеріалом. В кладці від 2 до 5 яєць. Інкубаційний період триває приблизно 2 тижні. Пташенята покидають гніздо через 3 тижні після вилуплення, однак батьки продовжують піклуватися про них ще деякий час. Насиджує лише самиця, за пташенятами доглядають і самиці, і самці. За сезон може вилупитися два виводки.